# محمد آيت كاسي
محمد آيت كاسي (20 يونيو 1986 برج الكيفان الجزائر - ) هو لاعب كرة قدم جزائري يلعب كمدافع.